# Гребель, Ева
Ева Гребель (нем. Eva Katharina Grebel, род. 30 января 1966, Дирдорф, Нойвид) — немецкий астроном. С 2007 года содиректор Института астрономических вычислений в Гейдельбергском университете в Германии.

## Исследования
Исследования Гребель ориентированы на звёзды галактики Млечный путь и других объектов местной группы галактик, включая Большое и Малое Магеллановы облака, а также соседние карликовые галактики. Исследования Гребель касаются химической эволюции и структуры галактик, формирование звёзд и свойств разных звёздных популяций с целью реконструкции происхождения и эволюции Млечного пути и других галактик.

## Биография
Гребель изучала физику и астрономию в Боннском университете, получив диплом в 1991 году. Летом того же года она была летней студенткой в Институте исследований космоса с помощью космического телескопа в Балтиморе.
Ева училась в аспирантуре Боннского университета два года (1992—1994). Затем была студенткой в обсерватории La Silla в Чили и получила докторскую степень в 1995 году с отличием. Тема диссертации — «Звёздные популяционные исследования в соседних галактиках».
Впоследствии Гребель преподавала в Университете штата Иллинойс в Урбане-Шампейне (1995—1996), в Вюрцбургском университете (1996—1997) и в Калифорнийском университете, Санта-Крус (1997—1998). Она получила стипендию Хаббла в 1998 году, присоединившись к Вашингтонскому университету в Сиэтле как сотрудница Hubble 1998—2000.
В 2000 году Гребель вернулась в Германию, работала руководителем исследовательской группы в Институте астрономии им. Макса Планка в Гейдельберге. В 2003 году приняла назначение на кафедру наблюдательной астрономии в Астрономическом институте Базельского университета, став преемницей Густава Таммана. В 2004—2007 годах — директор этого института.
В 2007 году Гребель получила учёное звание профессора астрономии в Гейдельбергском университете, где также стала одним из двух директоров Института астрономических вычислений. В то время Гребель была единственной женщиной-профессором астрономии в Германии.
Ева Гребель является главой Немецкого научно-исследовательского общества (DFG) — совместного научного центра 881 «Система Млечного пути» в Гейдельбергском университете и президентом комиссии H1 «Местная Вселенная» Международного астрономического союза.

## Награды и премии
- 2015: Hector Science Award и членство в Hector Fellow Academy[10]
- 2006: Награда Йогана Уэмпе, Потсдамский астрофизический институт
- 1999: Международный грант на грант Генри Кретьена, Американское астрономическое общество
- 1996: Премия Людвига Бирманна, Немецкое астрономическое общество